# Dia del Sant
El dia del Sant, la festa del sant del nom o el dia onomàstic, és una festa tradicional familiar de molts països d'Europa i Amèrica Llatina, que consisteix en la celebració d'un dia de l'any que s'associa amb el nom d'un donat i amb un sant del santoral. La celebració és similar a un aniversari.
El costum es va originar amb el calendari cristià dels sants: els cristians porten el nom de sants i se celebra amb la festivitat d'aquest sant; o en la tradició ortodoxa oriental, el dia de la mort d'un sant. El dia del Sant és més popular en les zones catòliques i ortodoxes d'Europa, ja que les esglésies protestants, en general, no veneren sants. En molts països, però, ja no hi ha cap connexió explícita al cristianisme catòlic.